# Anbernic
Anbernic（英語：Anbernic）は、2017年にShenzhen YangLiMing Electronic Technology Co.（中国語：深圳市扬立铭电子科技有限公司）によって深圳市で設立されたゲーム機を開発・販売する中国の企業である。

## 概要
同社は、ファミコン、メガドライブ(GENESIS)、ゲームボーイ、スーパーファミコン、PlayStation、NINTENDO 64といった第1世代から第5世代のゲーム機や、PlayStation PortableやニンテンドーDSといった第7世代携帯型ゲーム機をエミュレータするゲーム機を販売している。 最新製品では、それ以降の携帯ゲーム機や第6世代のゲーム機にも対応している。

## 歴史
Anbernicの商標は、2017年に中国のメーカーである深圳市扬力铭电子科技有限公司によって登録された。 同年に、携帯型ゲーム機「Retro Game（RG）」を発売した。RG351P、RG353V、RG35XXといった人気なレトロゲーム機を発売し、Anbernicは注目を集めた。
2018年12月、アメリカのラッパー、ソウルジャ・ボーイがエミュレーションゲーム機「SouljaGame Console」を発売したが、実際にはAnbernicが開発した既存製品のブランド名を変更したものであった。このプロジェクトは発売から1か月も経たないうちに中止された。 
同社は設立から7年間、毎年平均 4～5種類の製品を発売している。

## ソフトウェア
同社のデバイスは、Android または、Linuxをベースとしたオペレーティングシステムを搭載し、ソフトウェアによるエミュレーションを通じてレトロゲームをプレイすることができる。人気の高さからオープンソースプロジェクトでは、これらのデバイス用のカスタムファームウェアを提供し、追加機能や拡張サポートを提供している。具体的には、ArkOS、AmberElec、ROCKNIX、muOSなどが挙げられる。

## 評価
システムは常に高い評価を受けており、最高のレトロゲーム機の1つとみなされている。 
2020年、エル・パイス紙のベギナ・デ・ミゲルはRG350を称賛し、「高性能と優れたゲームプレイを兼ね備えている」と述べ、100ユーロ以下の「最高の携帯型レトロゲーム機」と評価した。 
2023年、ポピュラーメカニクスのビリー・ギブンズとハリー・ラビノウィッツは、アンバーニックのユーザーフレンドリーなインターフェースを称賛し、RG351Pを「エミュレーションに最適な携帯型ゲーム機」に選出した。 しかし、同社は中国に拠点を置いているため、消費者は「エミュレーションの違法性から保護されている」ものの、「古いゲームをエミュレータにロードして、このように販売することは、米国では法的に問題がある」と警告した。 
2024年、The Strategistのジョーダン・マクマホンは、Anbernic RG35XXを「レトロゲームに最適な携帯型ゲーム機」と評し、キース・スチュアートは、Anbernicのゲーム機を「自作エミュレータやダウンロード可能なROMファイルの怪しい合法性を気にしない限り、何千ものゲームをプレイできる非公式の携帯型ゲーム機」と呼んだ。 

## 製品一覧
| 製品名                             | 発売日     | SoC             | CPU                                                                  | GPU                                | フォームファクタ                | OS                 |
| ---------------------------------- | ---------- | --------------- | -------------------------------------------------------------------- | ---------------------------------- | ------------------------------- | ------------------ |
| RG351P                             | 2020年9月  | Rockchip RK3326 | 4 * 1.5 GHz Cortex A35                                               | ARM Mali-G31 (2 Execution Engines) | Horizontal w/ Dual Analog       | Linux              |
| RG351M                             | 2021年1月  | Rockchip RK3326 | 4 * 1.5 GHz Cortex A35                                               | ARM Mali-G31 (2 Execution Engines) | Horizontal w/ Dual Analog       | Linux              |
| RG351V                             | 2021年2月  | Rockchip RK3326 | 4 * 1.5 GHz Cortex A35                                               | ARM Mali-G31 (2 Execution Engines) | Vertical w/ Single Analog       | Linux              |
| RG552                              | 2021年12月 | Rockchip RK3399 | 2 * 2.0 GHz Cortex A72 4 * 1.5 GHz Cortex A53                        | ARM Mali-T860 MP4                  | Horizontal w/ Dual Analog       | Android 11 & Linux |
| RG353M                             | 2022年6月  | Rockchip RK3566 | 4 * 1.8 GHz Cortex A55                                               | ARM Mali-G52 (2 Execution Engines) | Horizontal w/ Dual Analog       | Android 11 & Linux |
| WIN600                             | 2022年7月  | AMD Athlon      | AMD Athlon Silver 3050e Dali APU                                     | AMD Radeon RX Vega 3               | Horizontal w/ Dual Analog       | Windows 11         |
| "RGXX" Allwinner H700 ラインナップ |            |                 |                                                                      |                                    |                                 |                    |
| RG35XX Plus                        | 2023年11月 | Allwinner H700  | 4 * 1.5 GHz Cortex A53                                               | ARM Mali-G31 MP2                   | Vertical w/ no Analog           | Linux              |
| RG35XX H                           | 2024年1月  | Allwinner H700  | 4 * 1.5 GHz Cortex A53                                               | ARM Mali-G31 MP2                   | Horizontal w/ Dual Analog       | Linux              |
| RG28XX                             | 2024年4月  | Allwinner H700  | 4 * 1.5 GHz Cortex A53                                               | ARM Mali-G31 MP2                   | Horizontal w/ no Analog         | Linux              |
| RG35XXSP                           | 2024年5月  | Allwinner H700  | 4 * 1.5 GHz Cortex A53                                               | ARM Mali-G31 MP2                   | Clamshell (GBA SP) w/ no Analog | Linux              |
| RG40XX H                           | 2024年7月  | Allwinner H700  | 4 * 1.5 GHz Cortex A53                                               | ARM Mali-G31 MP2                   | Horizontal w/ Dual Analog       | Linux              |
| RG40XX V                           | 2024年8月  | Allwinner H700  | 4 * 1.5 GHz Cortex A53                                               | ARM Mali-G31 MP2                   | Vertical w/ Single Analog       | Linux              |
| RG CubeXX                          | 2024年10月 | Allwinner H700  | 4 * 1.5 GHz Cortex A53                                               | ARM Mali-G31 MP2                   | Horizontal w/ Dual Analog       | Linux              |
| RG34XX                             | 2024年12月 | Allwinner H700  | 4 * 1.5 GHz Cortex A53                                               | ARM Mali-G31 MP2                   | Horizontal (GBA) w/ no Analog   | Linux              |
| Unisoc T820 ラインナップ           |            |                 |                                                                      |                                    |                                 |                    |
| RG Cube                            | 2024年6月  | UNISOC T820     | 1 * 2.7 GHz Cortex A76 3 * 2.3 GHz Cortex A76 4 * 2.1 GHz Cortex A55 | ARM Mali-G57 MC4                   | Horizontal w/ Dual Analog       | Android 13         |
| RG 556                             | 2024年     | UNISOC T820     | 1 * 2.7 GHz Cortex A76 3 * 2.3 GHz Cortex A76 4 * 2.1 GHz Cortex A55 | ARM Mali-G57 MC4                   | Horizontal w/ Dual Analog       | Android 13         |

## RGXXシリーズ
モデル名に「XX」が付加されている製品は、SoCにAllwinner H700を搭載している。RG35XX Plus以降、これらのゲーム機は比較的安価（35～70ユーロ）であり、他のエミュレーションゲーム機と比較して低消費電力である。エミュレーションできるのはPlayStationまであり、NINTENDO 64とDreamcastのゲームを快適にプレイできる。 
これらのゲーム機の相違点は、利用可能な操作方法とフォームファクタのみである。例として、35XXSPはアナログスティックがないが、35XXHはスティック付きの横置き型ゲーム機である。
通常、カスタムファームウェアは製品シリーズ全体で互換性があるが、開発者による小規模なアップデートが必要となる場合がある。